# 104 (عدد)
104 (مائة وأربع) هو عدد صحيح. يلي العدد 103 ويسبق العدد 105 وهو عدد طبيعي موجب.